# Jean Bérard (homme politique)
Pour les articles homonymes, voir Jean Bérard (homonymie) et Bérard.
Jean Bérard est un homme politique français né le 22 octobre 1818 à Lacépède (Lot-et-Garonne) et décédé le 17 juin 1893 à Montbonnot-Saint-Martin (Isère).

## Biographie
Élève de l'école Polytechnique, il en est renvoyé en 1843 pour ses opinions républicaines. Commissaire du gouvernement dans le Lot-et-Garonne en février 1848, il est député de Lot-et-Garonne de 1848 à 1849 puis de 1849 à 1851, siégeant à droite. 
Membre de la commission consultative , il est commissaire extraordinaire de la Somme, remplaçant le préfet, du 3 au 13 décembre 1851. Ensuite, il est nommé Inspecteur général de police à Lyon. Il est préfet de l'Isère de 1852 à 1856. Nommé préfet des Deux-Sèvres en novembre 1856, il demande son congé en décembre 1856. Il est de 1858 à 1870 receveur général puis trésorier-payeur général de l'Isère .

## Sources
- « Jean Bérard (homme politique) », dans Adolphe Robert et Gaston Cougny, Dictionnaire des parlementaires français, Edgar Bourloton, 1889-1891 [détail de l’édition]